# Bluff City (Kansas)
Bluff City è un comune degli Stati Uniti d'America, situato nello Stato del Kansas, nella contea di Harper.